# Rockol
Rockol è un quotidiano online italiano a tema musicale, nato nel 1995.
L'editore e direttore responsabile è Giampiero Di Carlo, autore e professore musicale.. Il direttore editoriale è Franco Zanetti, scrittore e giornalista.
Rockol è di proprietà di Rockol.com S.r.l., che possiede anche la testata giornalistica Rock Online Italia, registrata nel 1996.

## Storia
Nel 2016 ha vinto il premio Macchianera Awards come miglior sito musicale italiano. Nel 2017 ha vinto il premio Targa Mei Musicletter nella categoria miglior sito musicale. È considerato uno dei maggiori siti italiani a tema musicale in termini di qualità e traffico.
La lettura del quotidiano è gratuita e non richiede iscrizione. Rockol fonda il suo modello di impresa sulla raccolta pubblicitaria, ed è dedito anche alla creazione di contenuti ed alla progettazione e realizzazione di eventi.
A partire dal 2021 è stata aperta una sezione accessibile tramite sottoscrizione gratuita legata al mondo dell’industria musicale chiamata MusicBiz.

## MusicBiz
Rockol MusicBiz è lo speciale che Rockol dedica all’industria musicale su base quotidiana.
È stato lanciato nella primavera del 2021 e consiste in un bundle tra notizie e approfondimenti disponibili online in tempo reale nella sezione industria dell’area News e in una newsletter distribuita ogni giorno tra il lunedì e il venerdì, con notifiche sulle novità pubblicate seguite da un focus su uno dei temi forti e delle tendenze del periodo.

## Rockol Awards
I Rockol Awards sono la manifestazione annuale con la quale Rockol premia i migliori album e live dell’anno.
I Rockol Awards si svolgono online e dal vivo. Coinvolgono media, comunità artistica e lettori.
La parte online copre, nelle ultime settimane dell’anno solare, le votazioni dei candidati ai premi. Viene poi organizzato un evento finale dal vivo a inviti, generalmente calendarizzato nella seconda metà di Gennaio, durante il quale vengono attribuiti i premi e si esibiscono alcuni degli artisti premiati.

### Edizione 2017
Le votazioni si sono svolte alla fine del 2017 e l’evento conclusivo dei Rockol Awards 2017 ha avuto luogo presso la Santeria Social Club di Milano il 17 gennaio 2018.
| Categoria            | Categoria     | Vincitore                        |
| -------------------- | ------------- | -------------------------------- |
| Premio Rockol        | Premio Rockol | Levante (Artista dell’anno)      |
| Album Italiano       | Giuria        | Brunori Sas, “A casa tutto bene” |
| Album Italiano       | Pubblico      | Ermal Meta, “Vietato morire”     |
| Album internazionale | Giuria        | Kendrick Lamar, “DAMN”           |
| Album internazionale | Pubblico      | LP, “Lost on you”                |
| Live italiano        | Giuria        | Afterhours                       |
| Live italiano        | Pubblico      | Vasco Rossi                      |
| Live internazionale  | Giuria        | Nick Cave                        |
| Live internazionale  | Pubblico      | Ed Sheeran                       |
| Video                | Giuria        | Ermal Meta, “Vietato morire”     |
| Video                | Pubblico      | Caparezza "Ti fa stare bene"     |

### Edizione 2018
L’evento conclusivo dei Rockol Awards 2018 ha avuto luogo presso la Santeria Social Club di Milano il 17 gennaio 2019.
| Categoria            | Categoria     | Vincitore                                                    |
| -------------------- | ------------- | ------------------------------------------------------------ |
| Premio Rockol        | Premio Rockol | Nic Cester (Artista internazionale) Motta (Artista italiano) |
| Album Italiano       | Giuria        | Any Other, Two, Geography                                    |
| Album Italiano       | Pubblico      | Ultimo, Peter Pan                                            |
| Album internazionale | Giuria        | Lady Gaga, A star is born                                    |
| Album internazionale | Pubblico      | Imagine Dragons, Origins / Lady Gaga, A star is born         |
| Live italiano        | Giuria        | Cosmo                                                        |
| Live italiano        | Pubblico      | Piero Pelù                                                   |
| Live internazionale  | Giuria        | Nick Cave                                                    |
| Live internazionale  | Pubblico      | LP                                                           |

### Edizione 2019
L’evento conclusivo dei Rockol Awards 2019 ha avuto luogo presso la Santeria Social Club di Milano il 16 gennaio 2020.
| Categoria            | Categoria     | Vincitore                                               |
| -------------------- | ------------- | ------------------------------------------------------- |
| Premio Rockol        | Premio Rockol | Fulminacci (Artista dell'anno)                          |
| Album Italiano       | Giuria        | Vinicio Capossela, Ballate per uomini e bestie          |
| Album Italiano       | Pubblico      | Ultimo, Colpa delle favole                              |
| Album internazionale | Giuria        | Billie Eilish, When We All Fall Asleep, Where Do We Go? |
| Album internazionale | Pubblico      | Bruce Springsteen, Western Stars                        |
| Live italiano        | Giuria        | Manuel Agnelli                                          |
| Live italiano        | Pubblico      | Vasco Rossi                                             |
| Live internazionale  | Giuria        | Cure                                                    |
| Live internazionale  | Pubblico      | LP                                                      |

### Edizione 2020
L’edizione 2020 è stata cancellata a causa dell'emergenza COVID-19.

### Edizione 2021
L’evento conclusivo dei Rockol Awards 2021 ha avuto luogo presso la Santeria Social Club di Milano il 13 gennaio 2022.
| Categoria                               | Vincitore                  |
| --------------------------------------- | -------------------------- |
| Premio Rockol                           | Fast Animals And Slow Kids |
| Miglior album italiano                  | Caparezza, Exuvia          |
| Miglior live italiano                   | Vinicio Capossela          |
| Premio speciale SIAE                    | Giovanni Caccamo           |
| BigliettOne (premio speciale TicketOne) | Max Pezzali                |
| Premio NuovoImaie                       | Dardust e Chris Nolan      |

### Edizione 2022
L’evento conclusivo dei Rockol Awards 2022 ha avuto luogo presso la Santeria Social Club di Milano il 12 gennaio 2023.
| Categoria                                  | Vincitore              |
| ------------------------------------------ | ---------------------- |
| Premio Rockol                              | Calibro 35             |
| Miglior album italiano                     | Verdena, Volevo magia  |
| Miglior live italiano                      | Cesare Cremonini       |
| Premio speciale SIAE                       | Blanco e Sfera Ebbasta |
| BigliettOne (premio speciale TicketOne)    | Jovanotti              |
| Targa Speciale (premio speciale Tessellis) | Margherita Vicario     |

### Edizione 2023
L’evento conclusivo dei Rockol Awards 2023 ha avuto luogo presso la Santeria Social Club di Milano il 16 gennaio 2024.
| Categoria                                           | Vincitore                            |
| --------------------------------------------------- | ------------------------------------ |
| Premio speciale Rockol al miglior album italiano    | Diodato, Così speciale               |
| Premio speciale Rockol al miglior artista live      | Bud Spencer Blues Explosion          |
| Premio speciale Rockol al miglior artista emergente | Daniela Pes                          |
| Miglior album italiano per il pubblico              | Marco Mengoni, Materia (Prisma)      |
| Miglior live italiano per il pubblico               | Elisa                                |
| Premio speciale SIAE                                | Zef                                  |
| Premio speciale (TicketSMS)                         | Daniela Pes                          |
| Targa Speciale (premio speciale NUOVO IMAIE)        | Giulia Monti e Maria Rita Marcotullo |

### Edizione 2024
L’evento conclusivo dei Rockol Awards 2024 ha avuto luogo presso la Santeria Social Club di Milano il 23 gennaio 2025.
| Categoria                                           | Vincitore                                 |
| --------------------------------------------------- | ----------------------------------------- |
| Premio speciale Rockol alla carriera                | Daniele Silvestri                         |
| Premio speciale Rockol al miglior artista live      | Santi Francesi                            |
| Premio speciale Rockol al miglior artista emergente | Lamante                                   |
| Premio speciale Rockol al miglior album italiano    | Paolo Benvegnù, È inutile parlare d’amore |
| Miglior album italiano per il pubblico              | Piero Pelù, Deserti                       |
| Miglior live italiano per il pubblico               | Laura Pausini                             |
| Premio speciale SIAE                                | Daniele Silvestri                         |
| Premio speciale (Clockbeats)                        | Lamante                                   |
| Targa Speciale (premio speciale NUOVO IMAIE)        | Ginevra Nervi                             |